# Sanne landskommun
Sanne landskommun var en tidigare  kommun i dåvarande Göteborgs och Bohus län. 

## Administrativ historik
Den inrättades i Sanne socken i Sörbygdens härad när 1862 års kommunalförordningar började gälla den 1 januari 1863. Vid kommunreformen 1952 gick den upp i Sörbygdens landskommun. Området tillhör sedan 1974 Munkedals kommun.